# Les flics ne dorment pas la nuit
Pour plus de détails, voir Fiche technique et Distribution.
Les flics ne dorment pas la nuit (The New Centurions) est un film américain réalisé par Richard Fleischer, sorti en 1972.

## Synopsis
Pour subvenir aux besoins de sa famille, Roy Fehler, étudiant en droit, entre dans la police. Son partenaire, Andy Kilvinski, va le former et lui apprendre le métier. Peu à peu, Roy prend goût à ce nouveau métier, au point de délaisser sa famille, ses études. Sa femme le quitte.

## Fiche technique
Source principale de la fiche technique :
- Titre : Les flics ne dorment pas la nuit
- Titre original : The New Centurions
- Réalisation : Richard Fleischer
- Scénario : Stirling Silliphant, adapté du roman Les Nouveaux Centurions de Joseph Wambaugh
- Musique : Quincy Jones
- Décors : Boris Leven
- Costumes : Guy C. Verhille
- Photographie : Ralph Woolsey (en)
- Montage : Robert C. Jones
- Production : Robert Chartoff et Irwin Winkler
  - production associée : Henry Gellis
- Société de production : Columbia Pictures[2]
- Distribution :  États-Unis : Columbia Pictures[3]
- Budget :
- Pays de production :  États-Unis
- Format : Couleur (Eastmancolor) - Son : Monophonique - 2,35:1 - Format 35 mm
- Langues : anglais, espagnol
- Genre : drame, film policier[4]
- Durée : 103 minutes (2 810 mètres)
- Dates de sortie :
  - Royaume-Uni : 3 août 1972
  - France : 11 janvier 1973
- Interdictions :  États-Unis : R[3]

## Distribution
- George C. Scott (VF : André Valmy) : Kilvinski
- Stacy Keach (VF : William Sabatier) : Roy Fehler
- Jane Alexander : Dorothy Fehler
- Scott Wilson (VF : Marc de Georgi) : Gus
- Rosalind Cash (VF : Evelyn Séléna) : Lorrie
- Erik Estrada (VF : Gérard Hernandez) : Sergio
- Clifton James : Whitey
- Richard E. Kalk : Milton
- Ed Lauter (VF : Claude Joseph) : Galloway
- Dolph Sweet (VF : Raymond Loyer) : le sergent Runyon
- James Sikking (VF : Jean Berger) : Sergent Anders
- Beverly Hope Atkinson (en) : Alice
- Mittie Lawrence (en) : Gloria
- Isabel Sanford : Wilma
- Carol Speed (en) : Martha
- Tracee Lyles : Helen
- Burke Byrnes (VF : Patrick Dewaere) : Phillips
- William Atherton : Johnson
- Michael DeLano (en) (VF : Jean-Louis Jemma) : Ranatti (Renatti en VF)
- Bea Thompkins (VF : Paule Emanuele) : Silverpants
- Roger E. Mosley : le chauffeur du camion
- Kitten Natividad : go-go danseuse dans un bar

## Critique
- Jean Tulard, Guide des films, Paris, R. Laffont, 1990, 1200 p. (ISBN 2-221-05466-0) :

« Un portrait honnête, encore que poussé au noir, de la vie quotidienne des policiers de Los Angeles. Beaucoup de violence, mais aussi une certaine tendresse dans cette vision résolument pessimiste. »